# Gillis Dorleijn
Gillis Jan Dorleijn (1951) is een emeritus hoogleraar moderne Nederlandse letterkunde aan de Rijksuniversiteit Groningen.

## Loopbaan
Dorleijn heeft zich in het bijzonder beziggehouden met editiewetenschap. Hij promoveerde in 1984 cum laude aan de Universiteit Utrecht op Schuilgelegen uitzicht. Uitgave van en editie-technische en genetisch-interpretatieve beschouwingen bij enkele gedichten uit de nalatenschap van J.H. Leopold. Dit proefschrift werd de basis voor twee banden uit de zevendelige serie Verzamelde verzen van Leopold.  Hij hield zich voorts bezig met J.C. Bloem en Martinus Nijhoff van welke laatste hij, samen met Wiljan van den Akker, een wetenschappelijke en kritische leeseditie verzorgde en over wie hij op 18 oktober 1988 zijn inaugurele rede als hoogleraar hield. Hij was van 1985 tot zijn emeritaat in 2016 hoogleraar Moderne Nederlandse letterkunde aan de Rijksuniversiteit Groningen. In de loop der jaren bezorgde hij (al dan niet met anderen) verzamelde werken of brieven van verscheidene auteurs.
Dorleijn heeft/had zitting in verscheidene jury's voor literaire prijzen, waaronder de P.C. Hooft-prijs en de Prijs der Nederlandse Letteren. In 2014 werd hij benoemd tot Ridder in de Orde van de Nederlandse Leeuw.

## Persoonlijk
Dorleijn is de kleinzoon van de Zeeuwse belastingambtenaar Gillis Dorleijn (1890-1974) en Alida Helena Margaretha Blom (1899-1989). Zijn vader Gillis Johannes Dorleijn (1923) werd drie jaar na Marga Minco geboren in Ginneken; zijn moeder was M.H.A. Schonewille. Tijdens de procedure voor de uitreiking van de P.C. Hooft-prijs (2019) aan Marga Minco bleek dat Dorleijns grootouders tijdens de Tweede Wereldoorlog een gedeelte van de inboedel van het gezin Minco hadden bewaard en na de bevrijding hadden gehouden. Marga Minco verwerkte dit in 1957 in haar verhaal Het adres. In overleg werd besloten dat iemand anders dan Dorleijn aan Minco zou vertellen dat de prijs aan haar was toegekend. Dorleijn bood Minco later excuses aan voor het gedrag van zijn grootouders.

### Eigen werk
- Schuilgelegen uitzicht. Uitgave van en editie-technische en genetisch-interpretatieve beschouwingen bij enkele gedichten uit de nalatenschap van J.H. Leopold. Amsterdam, 1984 (proefschrift).
- J.H. Leopold, Gedichten uit de nalatenschap. Uitgegeven en van editie-technisch en genetisch-interpretatief commentaar voorzien door G.J. Dorleijn. 2 delen. Amsterdam/Oxford/New York, 1984.
- Terug naar de auteur. Over de dichter M. Nijhoff. Baarn, 1989 (bewerking van zijn inaugurele rede).
- [met C.J. van Rees] De impact van literatuuropvattingen in het literaire veld. Aandachtsgebied literatuuropvattingen van de Stichting Literatuurwetenschap. 's-Gravenhage, 1993.
- [met Wiljan van den Akker] Dameskoor 'Het zingend vedertje', of de geschiedschrijving van de moderne Nederlandse poëzie. Utrecht, 1997.
- [met Erica van Boven] Literair mechaniek. Inleiding tot de analyse van verhalen en gedichten. Bussum, 1999.
- [met Wiljan van den Akker] De muze: een vrouw met den blik van een man. Utrecht, 2003.

### Bezorgd
- [met Wiljan van den Akker] M. Nijhoff, Gedichten. 3 delen. Assen [etc.], 1993.
- [met Wiljan van den Akker] M. Nijhoff, De pen op papier. Verhalend en beschouwend proza, dramatische poëzie. Amsterdam, 1994.
- [met F. Bulhof] E. du Perron, Het land van herkomst. Amsterdam, 1996.
- [met Mirjam van Hengel] A. Alberts, Verzameld werk. 3 delen. Amsterdam, 2005.

### Bloemlezingen
- De 100 beste gedichten van 2002. Amsterdam [etc.], 2003 [Keuze uit de inzendingen voor de VSB-poëzieprijs 2002].